# Hospital Augusta Victòria
L'Hospital Augusta Victòria (en hebreu: מתחם אוגוסטה ויקטוריה) és un complex que inclou una església i un hospital situat en el Mont de les Oliveres, a Jerusalem Est. Augusta Victòria va ser construïda en 1907 com un centre per a la comunitat protestant alemanya en la Palestina Otomana. El complex, acabat en 1910, té l'Església Evangèlica Luterana de l'Ascensió, amb un campanar de 50 metres i un hospici pels pelegrins cristians. Durant la Segona Guerra Mundial, es va convertir en un hospital pels britànics. El complex va ser nomenat així en honor de Viktoria Augusta de Schleswig-Holstein, esposa del Kaiser alemany Guillem II, que va visitar Jerusalem en 1898. L'arquitecte, Robert Leibnitz, es va inspirar en els palaus alemanys, com el Castell de Hohenzollern.